# پنجره‌های یوپی‌وی‌سی
یوپی‌وی‌سی (به انگلیسی: UPVC) مخفف کلمات (Unplasticized PolyVinyl Chloride) شکل سخت‌شدهٔ پلی وینیل کلراید است که در صنعت ساختمان اصلی‌ترین مادهٔ تشکیل‌دهندهٔ پروفیل یوپی‌وی‌سی (به انگلیسی: PolyVinyl Chloride) است. این ماده حدود 70درصد آمیزهٔ اولیهٔ تولید پروفیل UPVC را تشکیل می‌دهد. علاوه بر این ماده،30 درصد مواد افزودنیِ دیگری از قبیل استبلایزر (به انگلیسی: Stabilizers),مودیفایر(به انگلیسی: Modifiers)، تیتان دی اکسید(به انگلیسی: TiO₂) و کربنات کلسیم(به انگلیسی: Calcium Carbonate) نیز جهت ایجاد خواص موردنیاز به ترکیب اضافه می‌شود که عدم وجود آن‌ها یا تغییر میزان به‌کاررفته در فرمولاسیون می‌تواند محصول نهایی ساخته‌شده را به‌شدت تحت تأثیر قرار دهد.

## پنجره‌های یوپی‌وی‌سی
تابش سرد از سطوح، عاملی است که می‌تواند موجب سلب آسایش حرارتی شود. درواقع، هر سطح، دمایی را که دارد به محیط تابش می‌کند؛ یعگر در مقابل سطح یخی با دمای صفر درجه قرار بگیرید، دمایی که احساس خواهید کرد ترکیبی است از دمای هوا و دمای یخ، که موجب می‌شود فرد، دمایی تقریباً نصف دمای هوا را احساس کند. برای مثال، اگر دمای هوا در آن لحظه ۲۶ درجهٔ سانتیگراد (که دمای نسبتاً گرمی است) باشد، آن را ۱۳ درجه، یعنی سرد احساس خواهد کرد. همین اصل در پنجره‌ها نیز رخ می‌دهد؛ به این دلیل که پنجره‌های آهنی با شیشهٔ یک‌جداره دماهای بیرون را به‌راحتی به داخل منتقل می‌کنند و برای مثال، در دمای ۵- درجه هوای بیرون دمای سطح شیشه در داخل به حدود صفر می‌رسد و در نتیجه مسئله مشابه ایستادن مقابل یک سطح یخ رخ می‌دهد، عکس این مسئله در تابستانهای گرم نیز تکرار می‌شود که خود موجب اتلاف شدید انرژی می‌گردد زیرا به ازای هر یک درجه تغییر درجه حرارت داخل مصرف انرژی ساختمان ۶٪ افزایش می‌یابد. این بدان معنی است که در صورت تغییر ۵ درجه‌ای دمای داخل ۳۰٪ مصرف انرژی بیشتر می‌شود. در صورت استفاده از پنجره‌های یو پی وی سی که دارای شیشه‌های دوجداره با فاصله پر شده از گاز آرگون باشند، دمای سطح شیشه داخلی و پروفیلها تقریباً با دمای هوای اتاق برابری می‌کند. در نتیجه احساس حرارتی مطلوبتری در تابستان و زمستان برای ساکنین که گاهی در مجاورت پنجره‌ها نیز قرار دارند ایجاد می‌شود.
درب و پنجره یوپی وی سی به عنوان درب و پنجره دوجداره نیز نامیده می‌شوند و این نامگذاری به دلیل استفاده از شیشه دوجداره است.

## مزایای پنجره‌های یوپی‌وی‌سی
1. دوام و استحکام بالا
2. ثبات رنگ و عدم نیاز به رنگکاری
3. عایق بندی در برابر سرما و گرما
4. عایق بندی در برابر آلودگی‌های صوتی و گردو غبار
5. امکان ساخت و اجرای همه اشکال هندسی بدون محدودیت
6. تنوع بسیار بالا در بازشوها
7. تنوع رنگ و لمینت بالا
8. امکان استفاده از یراق آلات الکترونیکی
9. غیرقابل اشتعال
10. متناسب با شرایط مختلف آب و هوایی
11. مقاوم در برابر پوسیدگی و زنگ زدگی
12. دوست دار محیط زیست (بدون سرب)

## حالت‌های بازشو پنجره‌های یوپی‌وی‌سی
1. حالت ثابت
2. تک حالته
3. بازشوی کلنگی
4. دوحالته (تک حالته و کلنگی)
5. حالت سایبانی
6. مدل آکاردئونی
7. دو لنگه بازشو (مدل فرانسوی)
8. حالت کشویی
9. مدل فولکس واگنی
10. حالت محوری
11. کشویی
12. کمانی

## تنوع رنگ پروفیلهای یوپی‌وی‌سی
رنگ پایه و خام پروفیلهای یوپی‌وی‌سی، به دلیل فرمولاسیون مواداولیه سفید رنگ می‌باشد با این حال پروفیلهای رنگی برای معماران و گروه‌های عمرانی یا حتی برای افرادی که برای تعویض پنجره‌های قدیمی منزل خود با پنجره یوپی‌وی‌سی اقدام می‌کنند از اهمیت ویژه‌ای برخوردار است. پروفیل‌های یوپی‌وی‌سی از لحاظ رنگ به دو دست کلی تقسیم می‌شوند:

### پروفیل رنگ شده
این نوع پروفیل یوپی‌وی‌سی با استفاده از رنگ‌های مخصوص به صورت پاششی با ابزار، رنگ آمیزی می‌شوند. از ویژگی‌های پروفیل رنگی می‌توان ضد خش بودن، نظافت آسان و تنوع رنگ بالا (حدود ۱۹۰ رنگ) را نام برد.

### پروفیل لمینت
این نوع پروفیل به دلیل طرح‌های برجسته و تزئینی رنگی مورد استقبال بسیاری از معماران قرار گرفته‌است. پروفیل‌های لمینت در کنار زیبایی امتیازاتی همچون ثبات رنگ در شرایط مختلف آب و هوایی، استحکام بالا و نظافت آسان را دارند.

## مقاومت پنجره‌های یوپی‌وی‌سی در برابر اشعه
یکی از ویژگی‌های مهم درب‌ها و پنجره‌های UPVC مقاومت بالا در برابر تابش فرابنفش (UV) خورشید است. این ویژگی باعث می‌شود که UPVC حتی در شرایط آب و هوایی سخت، طول عمر و ظاهر زیبای خود را حفظ کند. 

### تأثیر تابش UV بر پنجره‌های یوپی‌وی‌سی
1. تغییر رنگ: اشعه‌های UV می‌توانند رنگ UPVC را تغییر داده و باعث زرد شدن پروفیل‌های سفید یا کاهش شدت رنگ پروفیل‌های رنگی شوند.
2. تخریب ساختار: تابش مداوم UV می‌تواند موجب شکننده شدن مواد و کاهش دوام پنجره‌ها شود.
3. کاهش کارایی انرژی: آسیب‌های ناشی از UV می‌تواند خواص عایق‌بندی پنجره‌ها را کاهش داده و منجر به افزایش مصرف انرژی شود.

### مزایای پنجره‌های یوپی‌وی‌سی مقاوم در برابر UV
1. افزایش دوام: استفاده از تثبیت‌کننده‌های UV در فرآیند تولید باعث می‌شود پنجره‌ها و درب‌های UPVC طول عمر بیشتری داشته باشند.
2. حفظ زیبایی: UPVC مقاوم در برابر UV ظاهر و رنگ اولیه خود را حتی در برابر نور شدید خورشید حفظ می‌کند.
3. کارایی انرژی بالا: مقاومت در برابر UV از تخریب ساختار و نشت هوا جلوگیری می‌کند و به حفظ دمای مطلوب داخل ساختمان کمک می‌کند.
4. کاهش نیاز به نگهداری: پنجره‌های UPVC مقاوم در برابر UV نیاز کمتری به تعمیر یا رنگ‌آمیزی مجدد دارند.

### فرآیند تولید پنجره‌های یوپی‌وی‌سی مقاوم در برابر UV
برای اطمینان از مقاومت در برابر UV، تولیدکنندگان از تثبیت‌کننده‌های خاصی در ترکیب UPVC استفاده می‌کنند. این مواد، اشعه UV را جذب و پخش کرده و از آسیب‌های ساختاری جلوگیری می‌کنند.